# Bruma

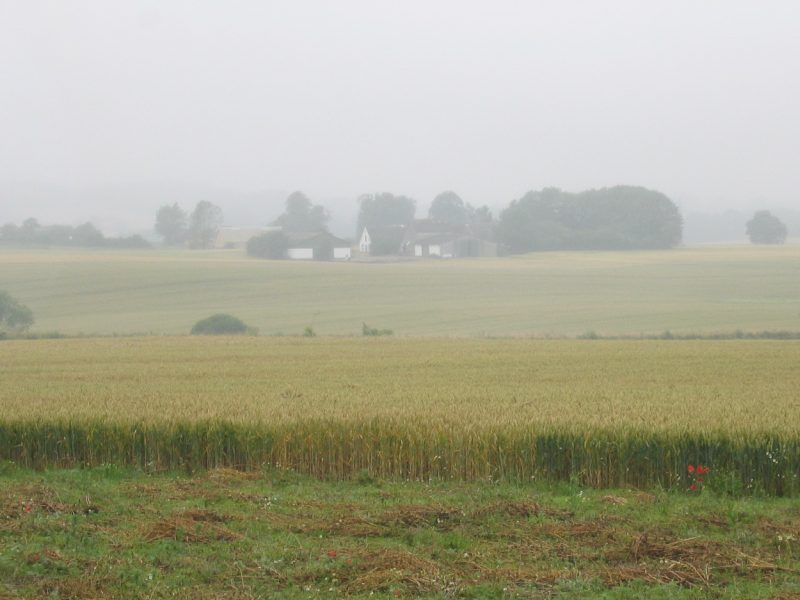
Valle envuelto en bruma.

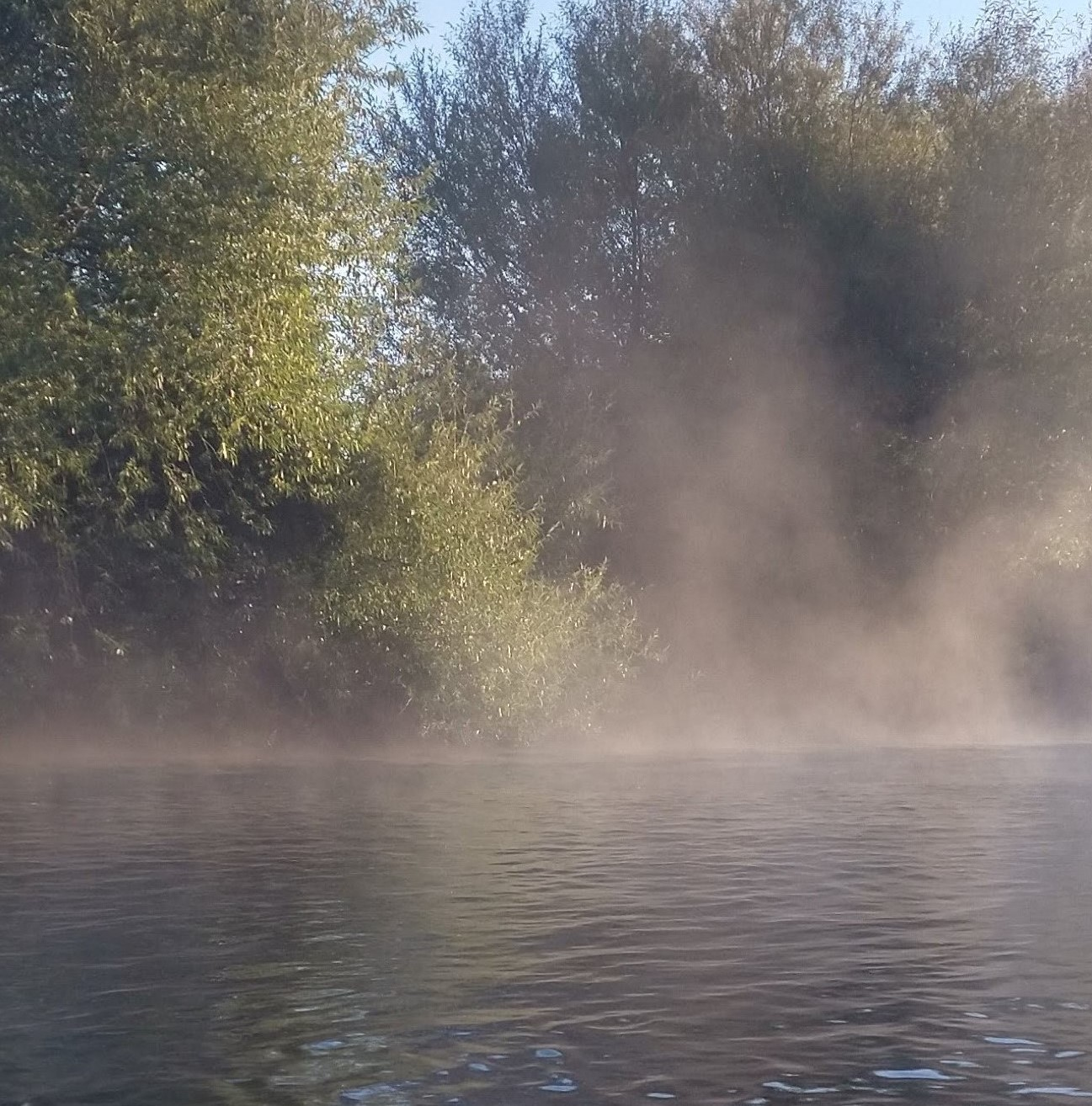
Densa niebla sobre Río

La bruma es un fenómeno atmosférico, consistente en la suspensión de partículas diminutas de agua u otra materia higroscópica que limitan la visibilidad. Se llama así particularmente a la niebla que se forma sobre el mar. El origen etimológico de la voz es el latín bruma, es decir, el solsticio de invierno. En el ámbito técnico o científico, se considera a la bruma o neblina como a un tipo de niebla con una humedad relativa igual o superior al 70 % que limitando la visión, la permite más allá de 1000 m.En los reportes meteorológicos aeronáuticos (METAR) se denomina BR.
| Meteoro | Visibilidad | Humedad | Composición                     |
| ------- | ----------- | ------- | ------------------------------- |
| Niebla  | < 1 km      | > 70 %  | Agua                            |
| Bruma   | > 1 km      | > 70 %  | Agua y partículas higroscópicas |
| Calima  | > 1 km      | < 70 %  | Partículas secas                |